# Пешеходная доступность

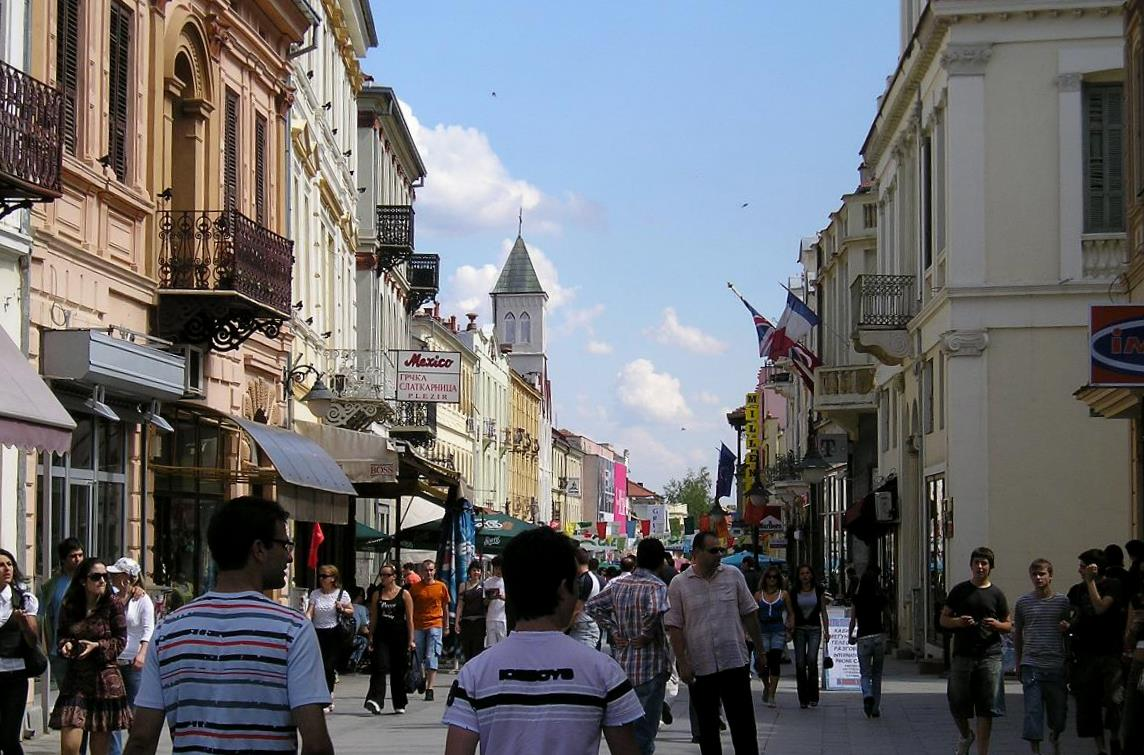
Улица Битолы

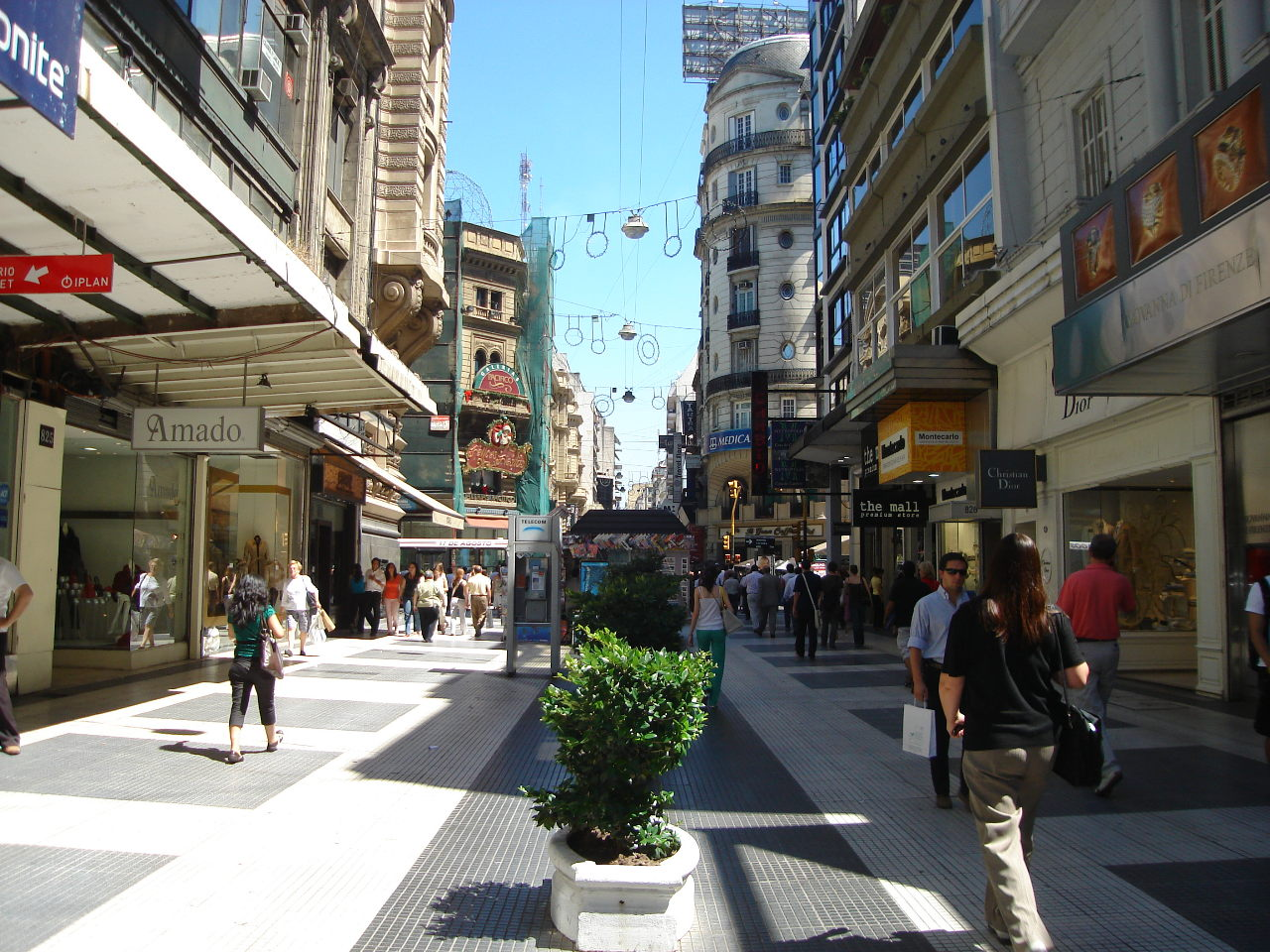
Пешеходная улица в Буэнос-Айресе

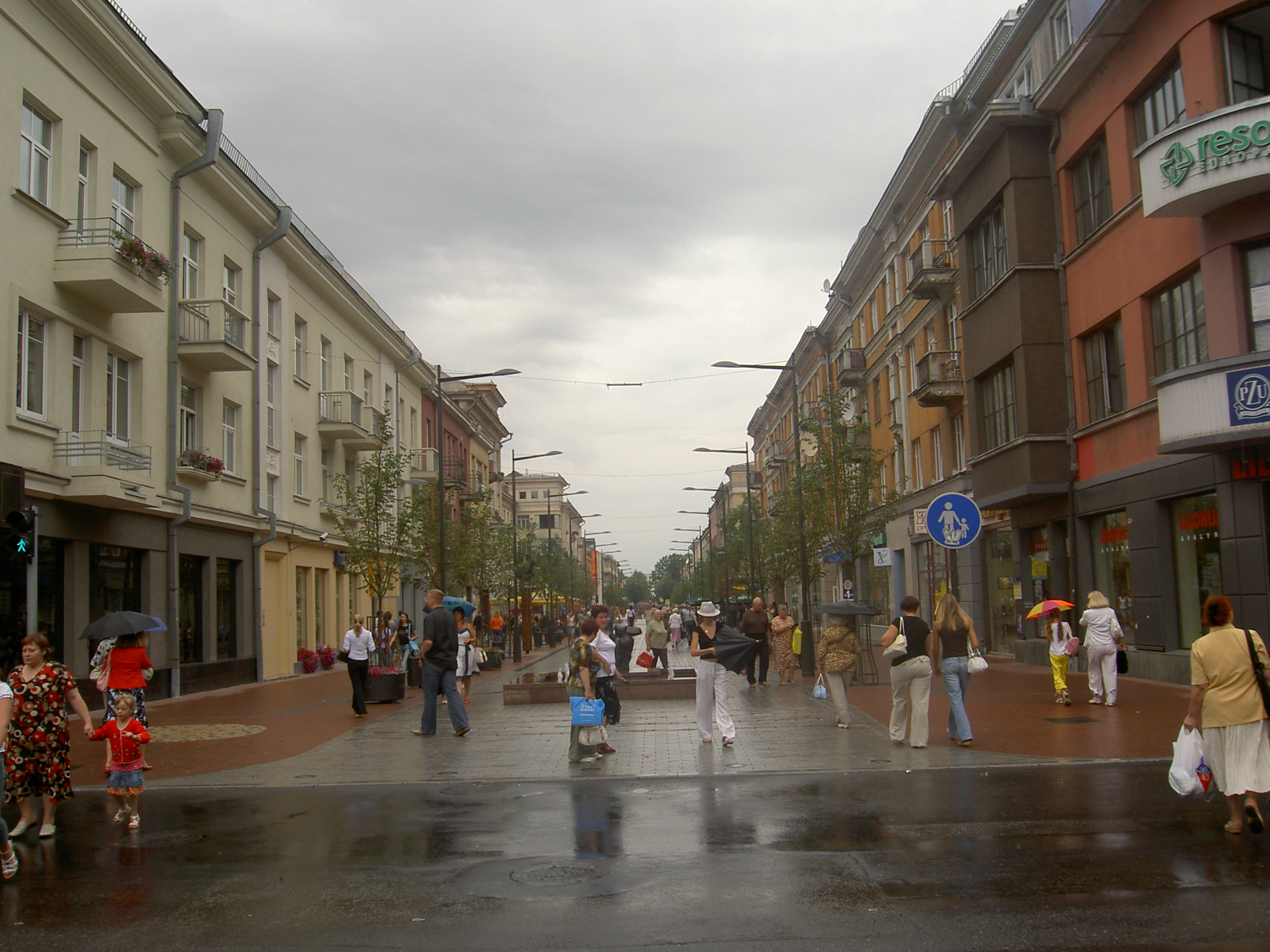
Вильнюсская улица в г. Шяуляе — первая в СССР пешеходная зона

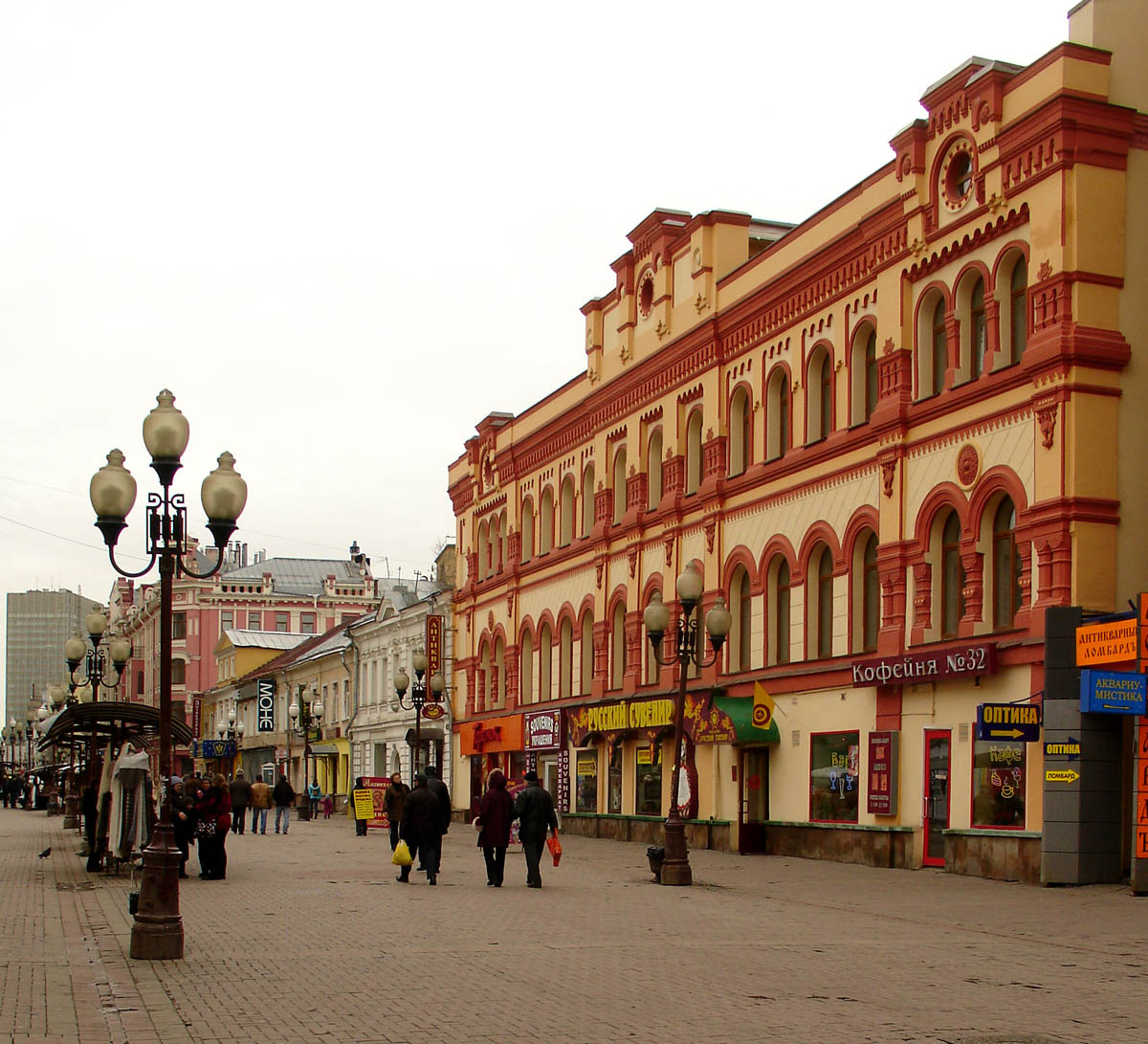
Первая пешеходная улица в Москве — Арбат

Пешехо́дная досту́пность (ша́говая досту́пность, англ. Walkability) — качество городской среды, характеризующее степень её приспособленности для пешеходов. Высокая степень пешеходной доступности городской территории способствует физической активности и как следствие — укреплению здоровья горожан, а также улучшению экологической обстановки в связи со снижением случаев использования автотранспорта, кроме того появляются некоторые экономические выгоды. На степень пешеходной доступности влияет наличие или отсутствие различных элементов пешеходной инфраструктуры, а также их качество, автомобильное движение и дорожные условия, уровень криминальной опасности и риска ДТП. Создание пешеходных зон с высокой пешеходной доступностью способствует устойчивости окружающей среды. Пешеходная  доступность — один из принципов нового урбанизма.
Некоторые исследователи предлагают следующее определение пешеходной доступности: «Степень в которой окружающая среда дружественна для жизни, совершения покупок, посещения, получения удовольствия и проведения времени». Факторы, влияющие на пешеходную доступность: степень проницаемости уличной сети, плотность населения, наличие зелёных насаждений, плотность и разнообразие застройки, наличие точек притяжения на улицах и т. д.

## Планирование
Степень пешеходной доступности можно повысить с помощью правильного планирования пространства. Сеть тротуаров и пешеходных дорожек должна быть хорошо продуманна и непрерывна. Тротуары должны быть достаточной ширины и не иметь препятствий в виде столбов или рекламных конструкций на пути пешеходов. Между дорогой и пешеходной зоной желательно устройство зелёных зон, которые будут защищать прохожих от негативного воздействия автотранспорта. Очень важно создание безопасных переходов, приспособленных для маломобильных людей.
Пешеходная доступность в России определяется рядом нормативных документов, таких как СП-30-102-99 и СНиП 2.07.01-89. Первый определяет шаговую доступность доступность различных учреждений от дома. Второй регламентирует расстояние до остановок и их частоту на различных типах общественного транспорта. Кроме того, в связи со значительной разницей климатических условий в регионах страны. Например дальность пешеходных подходов до ближайшей остановки общественного пассажирского транспорта следует принимать не более 500, но в более суровых климатических условиях ее снижают до 400 метров и даже до 300. Эти нормы обязательно учитываются при составлении Генерального плана развития поселений, однако со временем ситуация меняется. Например пешеходная доступность в промышленных зонах составляет до 1200 метров до остановки ОТ, при переводе промышленной зоны под жилую застройку (что массово наблюдается после банкротств советских предприятий) нормы пешеходной доступности уже не могут быть соблюдены.       

## Измерение пешеходной доступности
Один из лучших способов быстро определить пешеходную доступность территории — произвести подсчёт количества прохожих, а также задержавшихся внутри пространства людей, привлеченных какими-либо активностями. В не западных странах методика может нуждаться в корректировке, однако присутствие на территории детей, пожилых и людей с ограниченной мобильностью в любом случае может считаться показателем высокой пешеходной доступности места.
Одним из способов оценки и измерения пешеходной доступности является проведение пешеходного аудита. Примером инструмента для пешеходного аудита может послужить PERS (Pedestrian Environment Review System), созданный Transport Research Laboratory совместно с Transport for London.
Также для оценке пешеходной доступности используются такие ресурсы как:
- Walkability™[9] предоставляет возможность оценки улиц по разнообразным параметрам.
- Walkonomics[10] представляет собой веб-приложение, которое сочетая в себе открытые данные и краудсорсинг, помогает оценить пешеходную доступность города. К настоящему времени все улицы в Англии (более 600000) и Нью-Йорка уже имеют оценки.
- Сайт RateMyStreet[11] использует краудсорсинг, Google Maps и систему пятизвёздочного рейтинга, предоставляя возможность оценки пешеходной доступности улиц по всему миру. Пользователи могут оценивать улицы, используя восемь различных категорий.
- Walkability Mobile App[12] разработанный Clean Air Asia позволяет пользователям оценить пешеходную доступность улиц, по 9 основным параметрам.